# (8641) 1987 BM1
A (8641) 1987 BM1 a Naprendszer kisbolygóövében található aszteroida. P. Jensen fedezte fel 1987. január 27-én.